# Gustav Adolf von Götzen
Hrabia Gustav Adolf von Götzen (ur. 12 maja 1866 w Ścinawce Górnej, zm. 1 grudnia 1910 w Hamburgu) – niemiecki badacz Afryki Wschodniej i gubernator Niemieckiej Afryki Wschodniej.

## Kariera wojskowo-dyplomatyczna
Götzen urodził się na zamku Scharfeneck (pałac w Sarnach) w Ścinawce Górnej w hrabstwie kłodzkim, jako ostatni z Götzenów z linii śląskiej, którzy rezydowali na zamku od 1661 r.
W latach 1884–1887 studiował prawo i politologię w Paryżu, Berlinie i Kilonii. W latach 1890–1891 był attaché w niemieckiej ambasadzie w Rzymie. W latach 1892–1894 odbywał ekspedycje do Afryki. Od 1896 do 1898 był attaché wojskowym w Waszyngtonie. Po powrocie do Berlina od 1900 w randze kapitana.

## Gubernator Niemieckiej Afryki Wschodniej
Ze względu na znajomość warunków lokalnych został w marcu 1901 awansowany na majora i powołany na stanowisko gubernatora Niemieckiej Afryki Wschodniej. W 1905 roku na zarządzanym przez niego terytorium doszło do wybuchu powstania Maji-Maji. Götzen stłumił powstanie z pomocą posiłków z Niemiec. W zależności od źródła ocenia się, że zginęło od 75 tys. do 300 tys. ludzi, głównie wskutek głodu wywołanego wśród ludności cywilnej. Straty w wojsku pod dowództwem Götzena to 15 Europejczyków i 389 żołnierzy afrykańskich.

## Powrót do Niemiec
W 1906 Götzen ze względów zdrowotnych zrezygnował ze stanowiska na rzecz barona Albrechta von Rechenberga i wrócił do Niemiec. W dalszym ciągu pracował na rzecz niemieckiej polityki kolonialnej, m.in. w Niemieckim Towarzystwie Kolonialnym, pełnił też funkcje rządowe. Zmarł w Hamburgu 1 grudnia 1910.

## Upamiętnienie
W 1913 nazwano jego nazwiskiem statek, obecnie znany jako MV Liemba. Zatopiony, a następnie wyłowiony, do dziś pływa po jeziorze Tanganika.
Opisany w 1957 przez dwóch fińskich badaczy, Thure Georga Sahamę i Kaia Hytönena, minerał otrzymał na jego cześć nazwę götzenitu.